# Uskyldig
Uskyldig (originaltitel Claire) er en tysk stumfilm fra 1924 af Robert Dinesen.

## Medvirkende
- Lya De Putti
- Eduard von Winterstein
- Theodor Loos
- Erich Kaiser-Titz
- Frida Richard
- Maria Peterson
- Eberhard Leithoff
- Alfred Haase
- Johanna Zimmermann